# کتاب سیاه لهستان
کتاب سیاه لهستان گزارشی در ۷۵۰ صفحه است که در سال ۱۹۴۲ توسط وزارت اطلاعات دولت در تبعید لهستان منتشر شد و در آن جنایات انجام شده توسط آلمان نازی در لهستان اشغالی طی ۲۲ ماه از تهاجم به لهستان در سپتامبر ۱۹۳۹ تا پایان ژوئن ۱۹۴۱ توصیف شده‌اند.
تمام تخمین‌های ارائه شده در بخش به بخش کتاب، بر پایه داده‌های گردآوری شده در حالی بود که جنگ در شرق هنوز جریان داشت، و کشته شدن یهودیان با استفاده از گاز مونوکسید کربن در عملیات راینهارد - که در سال ۱۹۴۲ برای اجرای «راه حل نهایی» آغاز شد - به تازگی آغاز شده بود. تلفات همگی تا حدی خلاصه شده‌اند. این کتاب بیش از ۴۰۰٬۰۰۰ مورد قتل عمدی را ثبت کرده‌است - یعنی به‌طور متوسط روزانه ۱٬۵۷۶ مورد.
کتاب سیاه لهستان ادامه‌ای بر کتاب سفید لهستان در نظر گرفته می‌شود که در سال ۱۹۴۱ به چاپ رسید.

## مطالب
کتاب سیاه مجموعه‌ای از اسناد معتبر، واریزها، شرح شاهدان عینی و توضیحات وزارتخانه بود که به توصیف و نمایش تصاویر، جنایت‌های نازی علیه ملت لهستان و جنایت‌های جنگی در لهستان اشغالی در جریان جنگ جهانی دوم، که تنها در طی دو سال انجام شده بودند است؛ از جمله کشتارها، شکنجه‌ها، اخراج، استعمار اجباری، آزار و شکنجه، تخریب فرهنگی و تحقیر یک ملت.
این کتاب دنباله‌ای بر تهاجم آلمان به لهستان است که توسط دولت در تبعید لهستان گردآوری شده و در سال ۱۹۴۰ منتشر شد، که گاه به عنوان جلد نخست این مجموعه در نظر گرفته می‌شود. جلد اصلی مربوط به جنایات جنگی در حمله سپتامبر ۱۹۳۹ به لهستان است. «کتاب سیاه» منتشر شده توسط انتشارات جرج پالمر پوتنام و پسران در نیویورک (یا «جلد دوم» از کتاب سیاه لهستان)، در لندن توسط هاچینسون و شرکا تحت عنوان دیگری به شکل «نظم جدید آلمان» منتشر شد، و تنها ۵۸۵ صفحه و ۶۱ صفحه عکس‌دار داشت. کتاب سیاه از نه بخش تشکیل شده‌است، و مقدمه‌ای تحت عنوان «Hora Tenebrarum» دارد. همه بخش‌ها شامل پیوست‌های طولانی هستند.

### بخش‌های کتاب
1. بخش یکم. کشتارهای و شکنجه‌ها
2. بخش دوم. اخراج جمعیت لهستان از سرزمینشان
3. بخش سوم. آزار و اذیت یهودیان و گتوها
4. بخش چهارم. سرقت از اموال عمومی و خصوصی
5. بخش پنجم. بهره‌کشی اقتصادی از زمین‌های لهستان تحت اشغال آلمان
6. بخش ششم. آزار و اذیت دینی
7. بخش هفتم. کوچک‌انگاری و خار کردن ملت لهستان
8. بخش هشتم. نابودی فرهنگ لهستانی
9. بخش نهم. زیرپا گذاشتن قوانین بین‌المللی توسط رایش سوم.[۱]